# 幸福Online

《幸福Online－蒼天の大地》遊戲截圖

《幸福Online》是由日本Dwango公司繼開發《魔力寶貝》後新推出的一款大型Q版3D角色扮演網路遊戲。台灣方面於2004年6月18日由宏碁戲谷代理上市並開始封閉測試，而中國大陸也於同年11月25日對外封閉測試，在中國大陸的正式名稱是《幸福花園online》。2013年5月23日由GameCyber重新代理港澳中文版，名為夢之幸福Online。2018年5月11日，日本官網公告於2018年5月31日關閉伺服器。

## 簡介
戲谷代理之初，曾遭董事長大力的反對，但高層主管群認為遊戲的賣相好，平衡以及畫面都屬一流，揚言若是公司不代理此遊戲將不排除集體出走另組公司來代理，終於在日本代表團即將搭上飛機之前簽下合約，由於和戲谷位於同一座大樓裡的華義國際也曾關切過代理權，雙方為了避嫌，就決定在速食店裡簽約。
雖然在使用者規約中預定代理至少三年，然而一年後，戲谷便火速結束此遊戲在兩岸三地的營運，並聲明此後便不代理任何MMO類型的網路遊戲，其後以戰谷品牌重新代理MMO類型的網路遊戲，台灣的伺服器正式永久關機於2005年12月8日晚間十一點整。
至於日本方面，於2004年11月9日正式開始營運，次年3月10日正式開始收費，後來經過了數次的大小改版，目前的版本名為「蒼天の大地」。並且在2005年12月21日，也就是台灣伺服器關機後不久將基本的費用免費，改以販賣點數道具作為營運主要收入，使得不少國外玩家轉而進入日本版的幸福Online之中。
2013年5月23日GameCyber宣佈將會重新代理港澳中文版，並將之命名為夢之幸福Online。該公司於2013年5月30日招募了前台版與現日版玩家進行了為期七天，至2013年6月4日封閉測試。於2013年10月31日至2013年11月6日再次進行封閉測試。2013年11月19日正式進入開放測試。
2014年3月20日更名為《新‧幸福》。
2015年3月2日GameCyber港澳中文版宣佈結束營運公告，與原廠的授權合約結束，於2015年3月26日上午10:00正式關閉《新‧幸福》全部伺服器。

## 人物造形
遊戲裡的人物造型走3D可愛風格，基本人物模型男女各分成八種，能夠各自互相搭配髮型和表情，而膚色、髮色、服色都能自由更改，再加上遊戲當中數量繁多的各式服飾，組合相當的多樣化。

## 戰鬥系統
- 遊戲是以隨機碰撞式的地雷式遭遇戰鬥，即是你無法看見敵人，一些頭目戰當然例外。
其戰鬥方式與一般的網絡遊戲不一樣，以分成數格的不同地形為戰場，角色需在行動時決定行走路線，再選擇要使用的技能。

由於每類怪物的行動模式都十分相似，能夠掌握怪物的行走路線，即可不扣血地擊倒怪物。
- 「SSBS同步策略戰鬥系統」結合了技能組合(DECK)概念、職業變化、地形高低、隊伍成員、陣形

走位、寵物助攻等不同的策略要素，同時行進、攻擊的同時還要猜測對手的下一步動作
- [STRUGARDEN]設計了戰鬥用和生產用兩大類，約有400種以上的各式技能。且[STRUGARDEN]採用了技能樹的概念，讓玩家可以

培養多元化、獨特化的個人角色，連續使用取得的技能可以提高熟練度，進化成更強大的技能。
- 說明
異常狀態	戰鬥中會發生的各種異常狀態列表，一定回合後會回復，或是被動面板的狀態技能。
怪物情報	出現在各區域的怪物資訊。
敵方情報	怪物或是NPC所使用的技能列表。
行動速度	戰鬥時依行動速度，速度快至速度慢依序行動。
行動速度依下方算式所示。
行動速度＝重量＋技能速度＋行動速度補正＋亂數(0～20)
技能速度分成：
ＳＡＢＣＤＥＦ

Ｅ以及之後的技能要兩回合才會發動。

## 職業
遊戲總有12種職業，當中有6種為初期職業，另外6種為二轉職業。

### 初期職業
初期職業可在建立遊戲人物時選擇，其中各種職業的武器、防具、攻防策略等亦有所不同。而初期職業等級上限為45LV，必先二轉後才可繼續升等。另外，亦可透過提升副職業的等級，從而學到一些副職業所獨有的能力。
- 戰士
戰士的特點是防禦力高，善於防守，因此，在戰場上屬於盾牌的作用。使用的技能以劍攻擊為主。可使用武器包括劍、刀、斧頭、棍棒、短刀、槍，缺點是移動力低。
上位職業:騎士、副職業為格鬥士和盗賊。

- 盜賊
盜賊的特點是有很高的移動力以及擁有多種遠距離攻擊的技能，因此，在戰場上壇長於進行遠距離戰。同時，亦擁有回避，能力減弱的技能，所以在近距離戰也不會吃虧於其他職業。可使用武器包括小劍、單手劍、弓、弩、銃。
上位職業:忍者、副職業為戰士和黑印魔導士。

- 格鬥士
格鬥士的特點是有著壓倒性攻擊力和移動力，追逼敵人的職業。擅長近戰，在近距離的攻擊力非常高。HP也全工作中最高，但是因為無法裝備防御力高的防具，所以在攻擊不斷的最前線，常常險險象環生的。在遠距離攻擊方面，也可以學到發射氣功進行遠距離攻撃。同時，亦擁有補助，復甦系技能。可使用武器只有拳套。
上位職業:幻鬥士、副職業為戰士和守護魔導師。

- 精靈魔導師
精靈魔導師有著強大的魔法攻擊力。使用的技能以各種元素魔法為主。魔法的發動是需要一定的時間，在無防備的詠唱中受到攻擊，魔法也會失敗，因此，在使用強大的魔法時需要伙伴的掩護。另外，HP少及防禦力低也是精靈魔導師的弱點。可使用的武器只有杖。
上位職業:召喚天導師、副職業為守護魔導師和黑印魔導師。

- 黑印魔導師
黑印魔導師能在戰場上設置黑印陷害敵人。黑印魔導師的黑印，指的是利用黑暗力量在戰場上劃出的魔法陣。借著這個可以給予敵人重創，或是減弱能力的處罰。而設置的黑印亦只有我方才可看得到。但是黑印從出現到消失會一直吸收施法者的力量。因此，施展技能要慎重考慮，它比起其他職業在戰場上更加需要隨機應變。可使用的武器只有杖。
上位職業:鍊金天導師、副職業為精靈魔導師和盜賊。

- 守護魔導師
守護魔導師擁有回復和治療的能力，是在後方支持伙伴最重要的角色。主要是用各式各樣的回復、治療、提升能力、產生屏障的魔法來守護伙伴。跟其他魔導師的職業不同，可以裝備一些防禦力較高的防具，這點也是守護魔導師的特色之一。雖然有防禦力高的優勢，但只有很少攻擊技能的守護魔導師，是很難單獨戰鬥的。可使用的武器只有杖。
上位職業:次元天導師、副職業為精靈魔導師和格鬥士。

### 上位職
- 幻鬥士
格鬥的進階職業。除了普通的攻擊，經過技能修練的幻鬥士。攻擊力依舊，加上豐富多變的各種技巧，只能說更強而有力。

蝴蝶般輕舞的身影、蜜蜂般迅速的動作。在絕佳的時機使出渾身一撃，重創敵人。和他們對戰的敵手，只會被虛幻的技巧玩弄攻擊，終究還是成為失敗者。比依賴拳腳戰鬥的格鬥士更為難纏眾所皆知，有著令人恐懼的存在感。
- 騎士
戦士的進階職業，就如字面所言，是以強調防禦力為主的職業。不只自我提升，還可使用陣形提升隊伍的攻擊與防禦、發揮最強大的團隊能力。

依據個人的指揮能力，即使隊友陷入危機，也有機會挽回劣勢。因此，更需要穩重冷靜的行動。
- 忍者
盜賊的進階職業，可以投出手裡劍、召喚寵物，對戰時有秒殺對方的高命中技能「瞬殺之術」，另有和次元天導師的技能「短程轉移」相似的瞬移之術。
- 次元天導師
學會異次元操控的能力，從守護魔導師提升為次元天導師。除了原本學會的回復、輔助等技能，更多了位置傳送、轉移方向等各種技能，輔助能力大為提升。
- 召喚天導師
精靈魔導師的進階職業，可召喚出攻擊對方或是回復血量的召喚獸，也可召喚出食屍體獸。
- 鍊金天導師
黑印魔導師的進階職業，可以放置大範圍的限時炸彈，也可以放置箱子、柱子、石碑、以及召喚自動行動的木偶。

## 寵物
遊戲內除了玩家，還有寵物，牠們會為玩家戰鬥，也是進行生產合成的有利幫手，玩家能攜帶的寵物數量受到面板的限制，每次戰鬥只能使用一隻，可以在戰鬥前設定寵物自動出場，也能在戰鬥中使用技能召喚或者回收寵物。

## 國家

### 羅蘭共和國
位在大陸西南部豐饒土地上的一個新興國家。50年前為了崇高的理想，發表了獨立宣言，經過激烈的戰爭後終於從米克雷帝國獨立，並以當時號召革命的主角—羅蘭公爵來命名，建立了羅蘭共和國。然而當初建國的理念逐漸消失，政治腐敗、貪污等等問題屢見不鮮。由於繁榮的海上交易以及富饒的土地，國民生活十分富裕，城內也充滿了朝氣與活力，雖然冬季偶有積雪，但只要過了那段時間，又會變成氣候舒適宜人，適合居住的國家。

### 溫茲聯邦
這是個位於大陸西北部的聯邦國家。是在200年前，由受到果頓皇國侵略而移居的魯坎平原居民，與露登奴森林裡的四個亞人族所共同建立的國家。但不知為何，亞人們在建國後就漸漸消失，以致現在僅存人類居住。在首都魯比塔那中，處處可見古代魔法國家的遺跡，但它們到底怎麼來的？就不得而知了。

### 米克雷帝國
這是位在大陸東部，曾經擁有布雷塔利亞最強勢力的一個君主立憲帝國。自從羅蘭脫離獨立後，在數十年內國力逐漸走向衰敗一途。但是自從「亞士雷」皇帝上任後，其強硬的鐵腕作風，使得經濟、軍事都得以迅速復興，並逐漸恢復昔日的繁盛。這個國家是藉由凡梅爾山地所採掘出來的豐富礦產，來負擔龐大的軍事支出。

### 果頓皇國
位處大陸北部極寒地帶的一個軍事國家。和米克雷帝國同樣擁有悠久歷史，國家體制始終沒有改變。由於地理位置不佳，再加上氣候因素，光靠產業的收入無法支撐整個國家的財政，因此必須藉由侵略其他國家來維持自己的國力。首都司皮那達在堅固的城牆環繞之下，宛如要塞般堅不可摧，隨時做好與他國作戰的準備。

### 阿努卡公國
這是位於大陸中部的永久中立君主立憲公國，亦是布雷塔利亞上最小的國家。由於位處交通樞紐，和其他四國相交，又長期大開外交之門，因此商業繁盛，有顯著的經濟實力。國政是由阿努卡公爵及阿努卡經濟聯合協議會所支配。由於採用資本主義的緣故，感覺起來經濟實力十分雄厚，然而國民間的貧富差距卻是處處可見。首都烏貝有「競技場」「採礦場」等他國沒有的設施。

### 拉緹示教國
位於大陸中下部的宗教國家，亦是布雷塔利亞的主流宗教－娜緹魯雅教的聖地所在。拉緹示教國是一個細小的半島國家，人口亦比其他國家來的少。由於地理關係，全年都很溫暖且極少下雪，而因為近海的關係，漁業十分繁盛。原本可以經由馬里司平原和丘里陸半島進入拉緹示教國的首都撒拉魯堤斯，由於某日國家突然對橋作出封鎖而不能進入。現在國家正處於閉關自守狀態，拒絕一切與他國的往來。

### 龍島－空中大陸
浮在布雷塔利亞上空高處的大陸。只在少數冒險者的手記和傳言中聽說，沒有實際看到是很難令人相信的。有說坐在龍背上飛去或是從連接布雷塔利亞與龍島的彩虹走去也能去到龍島大陸。因為到過龍島的人實在很少的關係，情報亦很少。
但是近來因為某事件，成為了龍島與布雷塔利亞大陸交流的契機，近來亦多了冒險者提起龍島大陸的事。
龍島的首都依斯，大陸的人嚮往的地方。對冒險者來說，體驗在那裡的生活是人生中無可替代的重要一幕。

## 外部連結
- 港澳 新幸福Online官方網站
- 日本 幸福官方網站 （页面存档备份，存于）
- やるならやらねば　ヽ(｀Д´)ノ
- 幸福-法恩(Fran)網站
- 巴哈幸福 Online攻略百科 （页面存档备份，存于）